# Корбешть (Біхор)
Корбешть, Корбешті (рум. Corbești) — село у повіті Біхор в Румунії. Входить до складу комуни Чейка.
Село розташоване на відстані 405 км на північний захід від Бухареста, 31 км на південний схід від Ораді, 104 км на захід від Клуж-Напоки, 147 км на північний схід від Тімішоари.

## Населення
За даними перепису населення 2002 року у селі проживали 602 особи.
Національний склад населення села:
| Національність | Кількість осіб | Відсоток |
| -------------- | -------------- | -------- |
| румуни         | 588            | 97,7%    |
| цигани         | 14             | 2,3%     |

Рідною мовою назвали:
| Мова      | Кількість осіб | Відсоток |
| --------- | -------------- | -------- |
| румунська | 588            | 97,7%    |
| циганська | 14             | 2,3%     |